# Rezerwat przyrody Jezioro Pławno
Rezerwat przyrody Jezioro Pławno – krajobrazowy rezerwat przyrody położony w gminie Murowana Goślina, powiecie poznańskim (województwo wielkopolskie). Wchodzi w skład obszaru Natura 2000 „Uroczyska Puszczy Zielonki” PLH300058 oraz Parku Krajobrazowego Puszcza Zielonka.
Rezerwat obejmuje jeziora Pławno i Kociołek oraz otaczające je bagna i lasy.
Powierzchnia: 16,71 ha.
Został utworzony w 1978 roku w celu ochrony rzadkich gatunków roślinności wodnej i torfowiskowej z jaskrem wielkim (Ranunculus lingua), kłocią wiechowatą (Cladium mariscus), rdestnicą błyszczącą (Potamogeton rutilus).

## Podstawa prawna
- Zarządzenie Ministra Leśnictwa i Przemysłu Drzewnego z dnia 11 października 1978 r. sprawie uznania za rezerwaty przyrody (M. P. z 1978 r. Nr 33, Poz. 126)
- Obwieszczenie Wojewody Wielkopolskiego z dn. 4.10.2001 r. w sprawie ogłoszenia wykazu rezerwatów przyrody utworzonych do dn. 31.12.1998 r.
- Zarządzenie Regionalnego Dyrektora Ochrony Środowiska w Poznaniu z dnia 17 sierpnia 2016 r. w sprawie rezerwatu przyrody „Jezioro Pławno”